# Lichtenstein, Baden-Württemberg
Lichtenstein är en kommun (tyska Gemeinde) i Landkreis Reutlingen i delstaten Baden-Württemberg i Tyskland. Kommunen består av ortsdelarna (tyska Ortsteile) Holzelfingen, Honau och Unterhausen. Folkmängden uppgår till cirka 9 300 invånare, på en yta av 34,24 kvadratkilometer.

## Befolkningsutveckling
| Befolkningsutvecklingen i Lichtenstein 1975–2015 | Befolkningsutvecklingen i Lichtenstein 1975–2015 | Befolkningsutvecklingen i Lichtenstein 1975–2015 | Befolkningsutvecklingen i Lichtenstein 1975–2015 | Befolkningsutvecklingen i Lichtenstein 1975–2015 |
| ------------------------------------------------ | ------------------------------------------------ | ------------------------------------------------ | ------------------------------------------------ | ------------------------------------------------ |
|                                                  |                                                  |                                                  |                                                  |                                                  |
| År                                               |                                                  |                                                  | Folkmängd                                        | Areal (ha)                                       |
| 1975                                             | 1975                                             |                                                  | 7 732                                            | 3 425                                            |
| 1980                                             | 1980                                             |                                                  | 8 219                                            |                                                  |
| 1985                                             | 1985                                             |                                                  | 8 065                                            |                                                  |
| 1990                                             | 1990                                             |                                                  | 9 470                                            | 3 424                                            |
| 1995                                             | 1995                                             |                                                  | 9 714                                            |                                                  |
| 2000                                             | 2000                                             |                                                  | 9 488                                            |                                                  |
| 2005                                             | 2005                                             |                                                  | 9 280                                            |                                                  |
| 2010                                             | 2010                                             |                                                  | 8 950                                            |                                                  |
| 2015                                             | 2015                                             |                                                  | 9 166                                            |                                                  |
|                                                  |                                                  |                                                  |                                                  |                                                  |